# Stanhoe
Stanhoe – wieś w Anglii, w hrabstwie Norfolk, w dystrykcie King’s Lynn and West Norfolk. Leży 52 km na północny zachód od Norwich i 164 km na północ od Londynu. Miejscowość liczy 196 mieszkańców.